# Železniční trať Mala Krsna – Vražogrnac

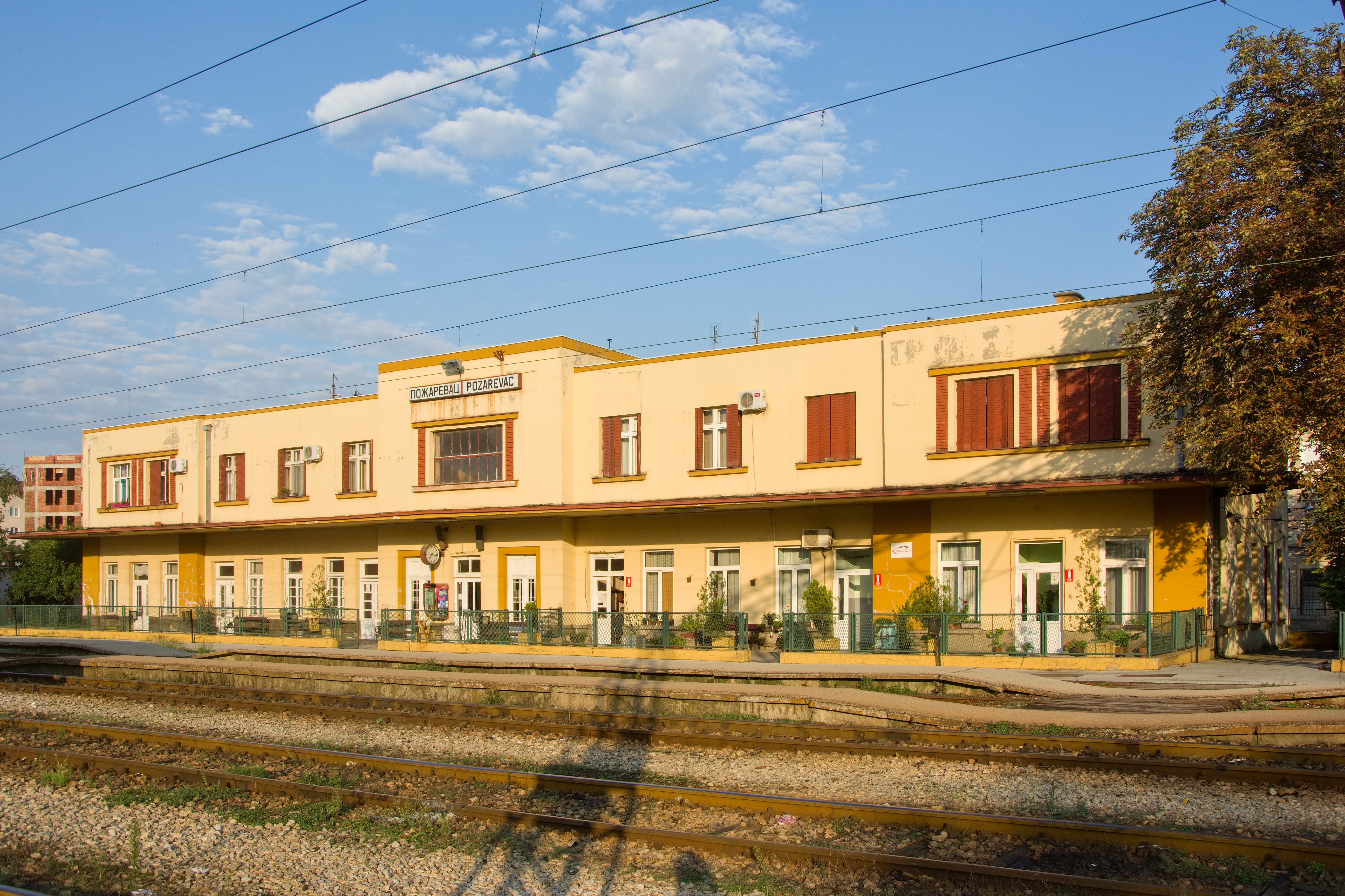
Železniční stanice Požarevac

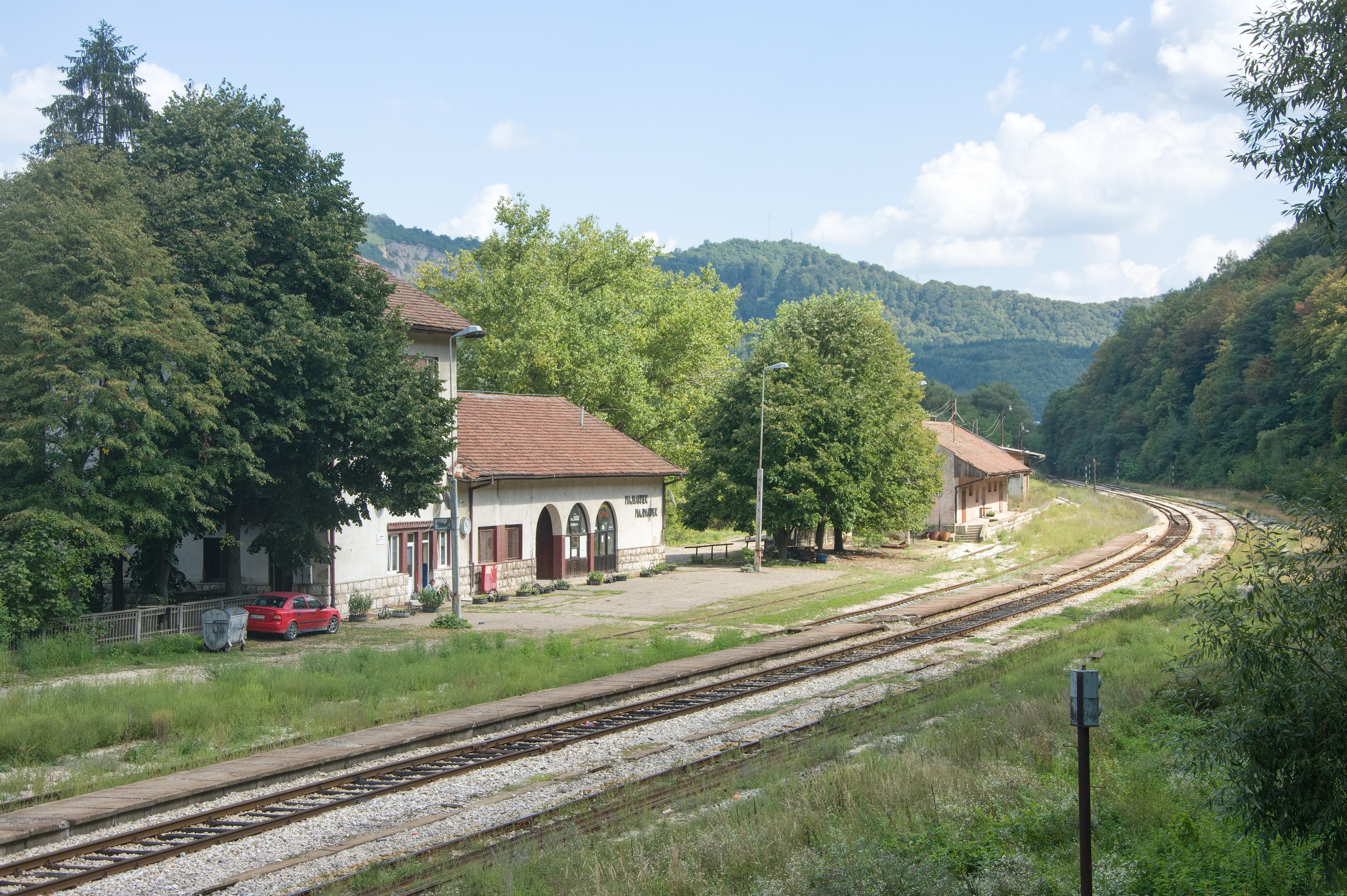
Nádraží v Majdanpeku

Železniční trať Mala Krsna – Vražogrnac (srbsky Железничка пруга Мала Крсна-Вражогрнац) je železniční trať ve východním Srbsku, překonávající tzv. Srbské Karpaty. Evidována je pod číslem 214.

## Vedení trati
Trať vede ze stanice Mala Krsna širokým údolím a rovinatou krajinou okolo řeky Velká Morava. Prochází městem Požarevac a poté překonává řeku Mlava. Za vesnicí Sirakovo začíná pozvolně stoupat; poté opět klesá a překonává údolí řeky Pek. Za vesnicí Lješnica vstupuje do užšího údolí uvedeného vodního toku. Až po vesnici Jasikovo se víceméně údolí řeky drží, poté stoupá a pokračuje směrem na jihovýchod, kde se nachází řada tunelů i mostů (např. Kriveljský most). Město Majdanpek obchází, ale svoji stanici má, byť v údolí řeky Veliki Pek. Poté vede do města Bor. Odtud opět klesá údolím Borské řeky až na samý východní konec Srbska, kde je ve stanici Vražogrnac napojena na Timockou dráhu.

## Historie
V roce 1924 byla vybudována první část trati z Malé Krsny, kudy prochází hlavní trať z Bělehradu do Niše, do Požarevace. 
Po dokončení úseku z Malé Krsny do Požarevace byla otázka výstavby trati náročným a dlouhým horským terénem. Na meziválečné královské mapě jugoslávských železnic byl předvídán vznik této trati, končit však neměla ve stanici Vražogrnac, ale v přístavu u obce Prahovo (stanice Prahovo pristanište). Cílem rozšíření tohoto úseku bylo hlavně zajistit napojení města Majdanpek a potenciálu dopravy surovin z místních dolů do celé tehdejší země. Pracovně se jí říkalo železnice 45. rovnoběžky. Do té doby bylo nezbytné veškerou nákladní dopravu realizovat buď přes Dunaj nebo až přes vzdálené město Niš na jihu země. Úsek do města Kučevo byl dokončen v roce 1927 a později zbytek trati. Dokončeno bylo vše do druhé světové války.